# Binduga (województwo warmińsko-mazurskie)
Binduga (wcześniej nazywana także Winduga) – osada w Polsce, w województwie warmińsko-mazurskim, w powiecie olsztyńskim, w gminie Stawiguda, nad Jeziorem Kielarskim.
Do 2023 miejscowość była częścią wsi Ruś.
W latach 1975–1998 Binduga administracyjnie należała do województwa olsztyńskiego.